# Attancourt
Attancourt ist eine französische Gemeinde mit 275 Einwohnern (Stand: 1. Januar 2022) im Département Haute-Marne in der Region Grand Est. Sie gehört zum Arrondissement Saint-Dizier und ist Mitglied im Gemeindeverband Communauté d’agglomération du Grand Saint-Dizier, Der et Vallées. Die Bewohner werden Attancourtois und Attancourtoises genannt.

## Geografie
Die Gemeinde Attancourt liegt an der Blaise, elf Kilometer südlich von Saint-Dizier und acht Kilometer südöstlich des größten französischen Stausees Lac du Der-Chantecoq. Sie ist umgeben von folgenden Nachbargemeinden: 
| Allichamps | Humbécourt                                  | Troisfontaines-la-Ville |
| Louvemont  | Kompassrose, die auf Nachbargemeinden zeigt |                         |
|            | Wassy                                       | Magneux                 |

## Bevölkerungsentwicklung

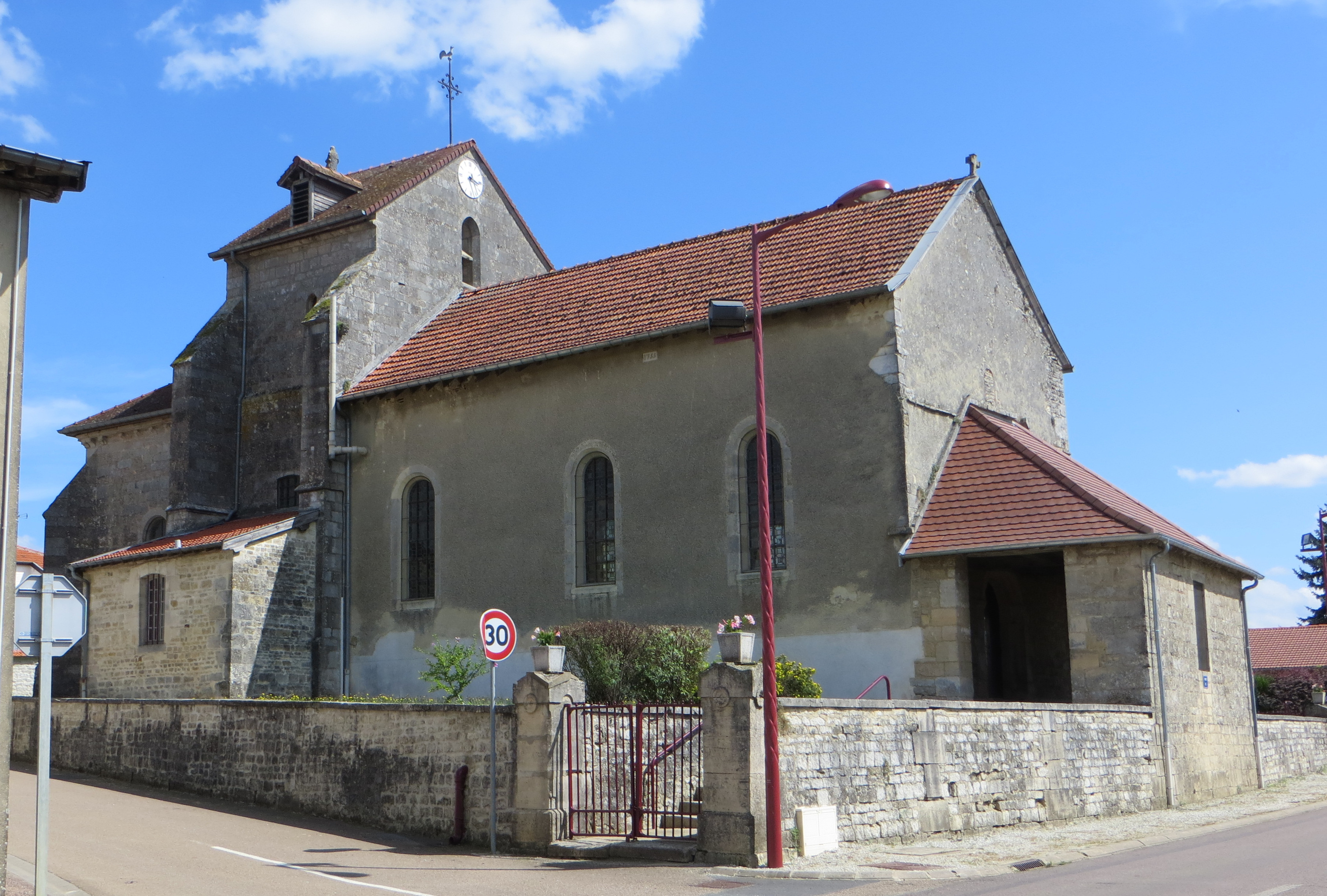
Kirche Saint-Louvent

| Jahr                       | 1962 | 1968 | 1975 | 1982 | 1990 | 1999 | 2008 | 2018 |
| -------------------------- | ---- | ---- | ---- | ---- | ---- | ---- | ---- | ---- |
| Einwohner                  | 210  | 208  | 195  | 307  | 278  | 241  | 242  | 266  |
| Quellen: Cassini und INSEE |      |      |      |      |      |      |      |      |